# ウェルカム・トゥ・ザ・ネイバーフッド〜地獄からの脱出
『ウェルカム・トゥ・ザ・ネイバーフッド〜地獄からの脱出』（原題：Welcome to the Neighbourhood）は、アメリカ合衆国のロック歌手ミートローフが1995年に発表したスタジオ・アルバム。

## 背景
前作『地獄のロック・ライダーII〜地獄への帰還』（1993年）に大きな貢献を果たしたジム・スタインマンが作詞・作曲した2曲は、いずれも書き下ろしの新曲ではなく、「原罪を探し求めて」はスタインマンを中心としたユニット「パンドラズ・ボックス」のアルバム『Original Sin』（1989年）の収録曲で、「レフト・イン・ザ・ダーク」はスタインマンのソロ・アルバム『バッド・フォー・グッド』（1981年）の収録曲である。
「アムネスティ・イズ・グランテッド」はサミー・ヘイガーが提供した曲で、ヘイガーはボーカルとギターでゲスト参加したのに加えて、プロデュースにも貢献した。なお、ヘイガーは1997年のソロ・アルバム『マーチング・トゥ・マーズ』で、この曲を再録音している。

## 反響・評価
前作『地獄のロック・ライダーII〜地獄への帰還』に匹敵する成功は収められず、ミートローフは本作を最後にMCAレコードとの契約を失った。母国アメリカでは本作がBillboard 200で最高17位に終わり、シングル「君の為に僕は嘘をつく」はBillboard Hot 100で13位、「愛の幕が下りた時」は同82位を記録するにとどまった。ただしイギリスでは一定の成功を収めており、本作は28週全英アルバムチャート入りして最高3位、全英シングルチャートでは「君の為に僕は嘘をつく」が2位、「愛の幕が下りた時」が7位、「紅い明かりに向かって」が21位に達した。
William Rulhmannはオールミュージックにおいて5点満点中3点を付け「スタインマンの華々しいスタイルのクローンを作ろうとして失敗した」「結果的に生じたセールスの下降は、過去ほど酷くはなかったが、スタインマンを欠いたミートが半ローフに過ぎないことは事実である」と評している。

## リイシュー
2011年にヴァージン・レコードから発売されたコレクターズ・エディション盤は、アルバム本編にボーナス・トラック4曲を追加したCD1、ライヴ音源を収録したCD2、シングル曲のミュージック・ビデオ、BBC『トップ・オブ・ザ・ポップス』出演時の映像、インタビューを収録したDVDから成る。ディスク2に収録されたライヴ音源は、大部分は1995年のビーコン・シアター公演における録音だが、「Midnight at the Lost and Found」と「Whatever Happened to Saturday Night?」は1989年の録音である。

## 収録曲
1. ラバー・ミーツ・ザ・ロード - "Where the Rubber Meets the Road" (Sarah Durkee, Paul Jacobs) – 4:57
2. 君の為に僕は嘘をつく - "I'd Lie for You (And That's the Truth)" (Diane Warren) – 6:40
3. 原罪を探し求めて - "Original Sin" (Jim Steinman) – 6:03
4. 45秒のエクスタシー - "45 Seconds of Ecstasy" (Martha Minter Bailey) – 1:06
5. 紅い明かりに向かって - "Runnin' for the Red Light (I Gotta Life)" (Meat Loaf, Patti Russo, Harry Vanda, George Young, S. Durkee) – 3:58
6. 失われた魂の祭 - "Fiesta de Las Almas Perdidas" (Jeff Bova) – 1:29
7. レフト・イン・ザ・ダーク - "Left in the Dark" (J. Steinman) – 7:12
8. 愛の幕が下りた時 - "Not a Dry Eye in the House" (D. Warren) – 5:54
9. アムネスティ・イズ・グランテッド - "Amnesty Is Granted" (Sammy Hagar) – 6:09
10. 最後のキスなら… - "If This Is the Last Kiss (Let's Make It Last All Night)" (D. Warren) – 4:33
11. マーサ - "Martha" (Tom Waits) – 4:39
12. 天使が歌うところ - "Where Angels Sing" (Stephen Allen Davis) – 6:10

### 日本盤ボーナス・トラック
1. 愛にすべてを捧ぐ（ライヴ） - "I'd Do Anything for Love (Live)" (J. Steinman)
2. 地獄のロック・ライダー（ライヴ） - "Bat Out of Hell (Live)" (J. Steinman)

### コレクターズ・エディション盤ボーナス・トラック
1. "Come Together" (John Lennon, Paul McCartney)
2. "Let It Be" (J. Lennon, P. McCartney)
3. "Oh, What a Beautiful Morning" (Richard Rodgers, Oscar Hammerstein II)
4. "Is Nothing Sacred" (Don Black, J. Steinman)

### コレクターズ・エディション盤ボーナス・ディスク

#### CD
1. "Life Is a Lemon and I Want My Money Back" (J. Steinman) – 7:58
2. "Where the Rubber Meets the Road" (S. Durkee, P. Jacobs) – 5:39
3. "I'd Lie for You (And That's the Truth)" (D. Warren) – 7:17
4. "Amnesty Is Granted" (S. Hagar) – 5:49
5. "You Took the Words Right Out of My Mouth" (J. Steinman) – 9:13
6. "All Revved Up with No Place to Go" (J. Steinman) – 6:47
7. "Dead Ringer for Love" (J. Steinman) – 4:30
8. "I'd Do Anything for Love (But I Won't Do That)" (J. Steinman) – 5:29
9. "Runnin' for the Red Light (I Gotta Life)" (Meat Loaf, P. Russo, H. Vanda, G. Young, S. Durkee) – 3:58
10. "Midnight at the Lost and Found" (Meat Loaf, Danny Peyronel, Paul Christie, Steve Buslowe) – 4:58
11. "Whatever Happened to Saturday Night?" (Richard O'Brien) – 3:14
12. "Bat Out of Hell" (J. Steinman) – 11:58

#### DVD
1. "I'd Lie for You (And That's the Truth)" (D. Warren)
2. "Not a Dry Eye in the House" (D. Warren)
3. "I'd Lie for You (And That's the Truth)" (D. Warren)
4. "Not a Dry Eye in the House" (D. Warren)
5. "Interview with Meat Loaf: Making of 'Welcome to the Neighbourhood'"

## 参加ミュージシャン
- ミートローフ - ボーカル
- パティ・ルッソ - ボーカル (#2, #10)
- スーザン・ウッド - ボーカル (#4)
- サミー・ヘイガー - ボーカル (#9)、ギター (#9)
- ティム・ピアース - ギター (#1, #2, #3, #5, #7, #8, #9, #10, #12)
- パット・スロール - ギター (#2, #3, #4, #5, #7, #8, #10, #12)
- エディ・マルチネス - ギター (#9)
- スティーヴン・ヴァン・ザント - ギター (#9)
- カジム・サルトン - アコースティック・ギター (#8)、バックグラウンド・ボーカル (#1, #2, #3, #5, #7, #8, #9, #10, #12)
- ジェフ・ボヴァ - キーボード (all songs)、ハモンドオルガン (#2, #4)
- ポール・ジェイコブス - ピアノ (#1, #10)
- マーク・アレキサンダー - ピアノ (#2, #3, #4, #5, #7, #8, #9, #11, #12)
- スティーヴ・バスロウ - ベース (#1, #2, #3, #4, #5, #7, #8, #9, #10, #12)
- ケニー・アロノフ - ドラムス (#1, #2, #3, #4, #5, #7, #8, #9, #10)
- ジョン・ミセリ - ドラムス (#12)
- カーティス・キング - バックグラウンド・ボーカル (#1, #2, #7, #8, #9, #10, #12)
- ロリー・ドッド - バックグラウンド・ボーカル (#1, #2, #3, #5, #7, #8, #9, #10, #12)
- パール・アデイ - バックグラウンド・ボーカル (#1, #2, #5)
- Elaine Kaswell - バックグラウンド・ボーカル (#3, #5)